# Лебедево (Советский район)
Лебедево — село в Советском районе Саратовской области. Село расположено на берегу реки Нахой.
Основано как немецкая колония Ней-Мариенталь в 1864году

## Название
Немецкое название — Ней-Мариенталь (Neu-Mariental), также Ней-Пфанненштиль, Ново-Дубовой, Марьино. Название получила по наименованию колонии выхода.

## История
Основано в 1864 году. Колония относилась к Нидеркараманскому (Нижне-Караманскому) округу (с 1871 года — Нижне-Караманской волости) Новоузенского уезда Самарской губернии. Село Ней-Мариенталь относилось к католическому приходу Либенталь.
По сведениям Самарского Губернского Статистического Комитета за 1910 год в селе Ней-Мариенталь считалось 194 двора с числом жителей 563 мужского пола, 586 — женского, всего 1149 душ обоего пола поселян-собственников, немцев католиков. Количество надельной земли удобной показано 3090 десятин, неудобной — 710 десятины. Село имело римско-католическую церковь, школу, 3 ветряных мельницы
После образования трудовой коммуны (автономной области) немцев Поволжья и до ликвидации АССР немцев Поволжья в 1941 году, село — административный центр Ней-Мариенталь сельского совета Мариентальского кантона (в 1926 году в Ней-Мариенталь сельсовет входило одно село Ней-Мариенталь).
В связи с голодом, прокатившемся по Поволжью в 1921-22 гг., произошло резкое сокращение численности населения в крае. В 1921 году в селе родилось 43 человека, умерли — 95. В 1926 году в селе имелись сельскохозяйственное кредитное товарищество, начальная школа.
28 августа 1941 года был издан Указ Президиума ВС СССР о переселении немцев, проживающих в районах Поволжья. Немецкое население депортировано, село, как и другие населённые пункты Мариентальского кантона было включено в состав Саратовской области.

## Физико-географическая характеристика
Село находится в Низком Заволжье, в пределах Сыртовой равнины, относящейся к Восточно-Европейской равнине, на берегу балки в бассейне реки Нахой. Имеются пруды. Высота центра населённого пункта — 66 метров над уровнем моря. В окрестностях населённого пункта распространены тёмно-каштановые почвы солонцеватые и солончаковые. Почвообразующие породы — глины и суглинки.
По автомобильным дорогам расстояние до районного центра посёлка городского типа Степное составляет 32 км, до города Энгельс — 76 км, до областного центра города Саратова — 86 км. В 7 км от железнодорожной станции Урбах Саратовского региона Приволжской железной дороги.

## Население
Динамика численности населения
| 1889 | 1897 | 1905 | 1910 | 1920 | 1922 | 1926 | 1931 |
| ---- | ---- | ---- | ---- | ---- | ---- | ---- | ---- |
| 595  | 634  | 793  | 1149 | 969  | 432  | 729  | 1047 |

В 1931 году немцы составляли 98 % населения села.
| 2010 |
| ---- |
| 5    |